# Allentsteig
Allentsteig osztrák város Alsó-Ausztria Zwettli járásában. 2019 januárjában 1808 lakosa volt.

## Elhelyezkedése

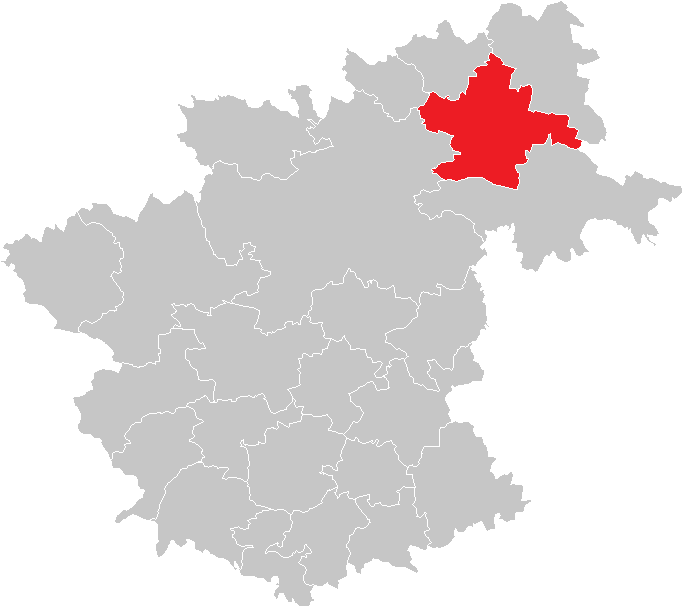
Allentsteig a Zwettli járásban

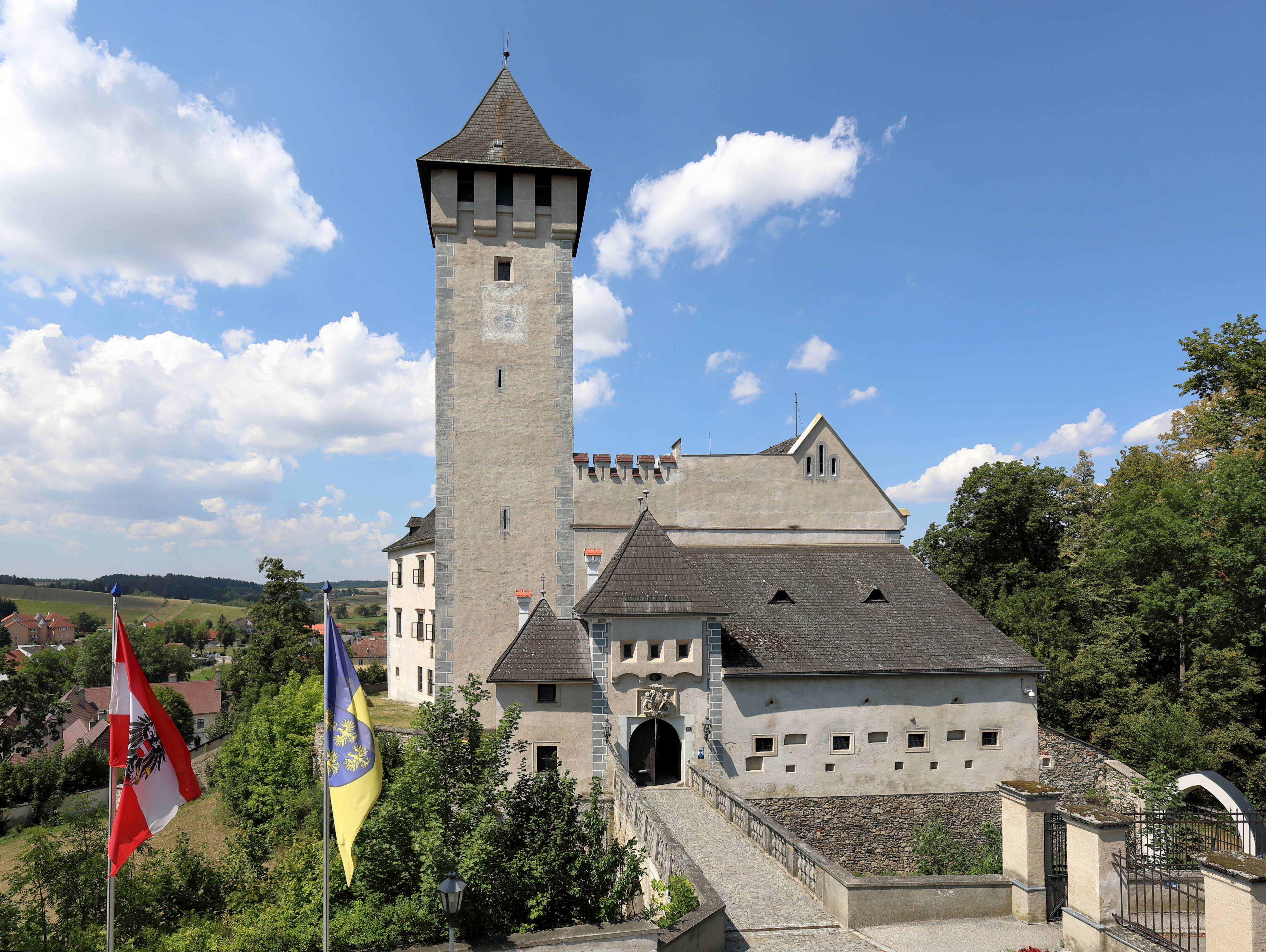
Az allentsteigi várkastély

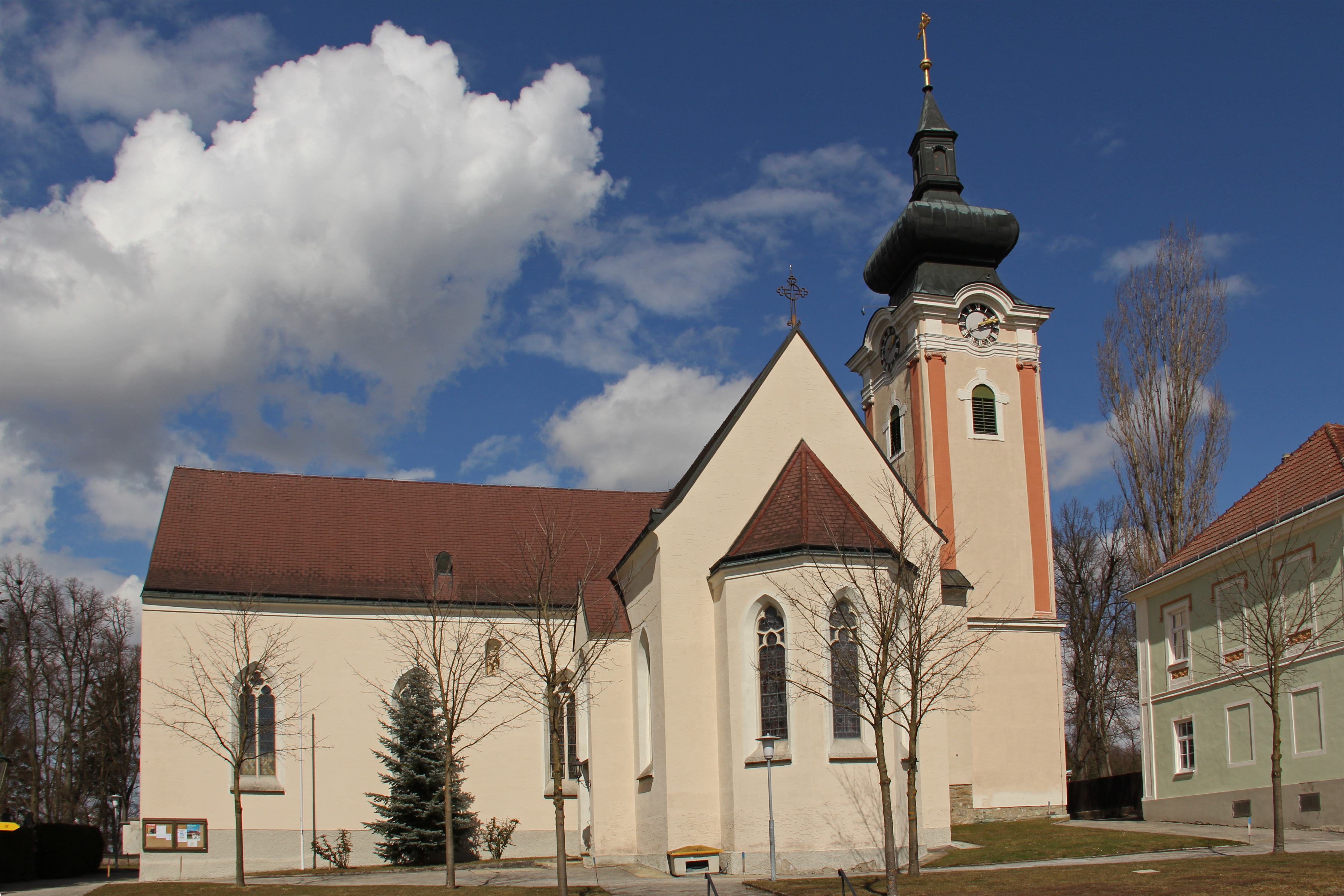
A Szt. Ulrik-plébániatemplom

Allentsteig Alsó-Ausztria Waldviertel régiójában fekszik, a Thauabach és Zwinzenbach folyók találkozásánál. Területének 35%-a erdő. Az önkormányzat 14 katasztrális községet egyesít: Allentsteig (1363 lakos 2019-ben), Bernschlag (125), Zwinzen (64), Thaua (186), Reinsbach (70); valamint azok a katasztrális községek, amelyek területét katonai gyakorlótereppé nyilvánították és lakóikat kiköltöztették: Wurmbach, Dietreichs, Edelbach, Großpoppen, Kleinhaselbach, Kleinkainraths, Mannshalm, Rausmanns, Schlagles és Steinbach. A kataszteri közösségek Allentsteig, Bernschlag, Dietreichs, Edelbach, Großpoppen, Kleinhaselbach, Kleinkainraths, Mannshalm, Rausmanns, Reinsbach, Schlagles, Steinbach, Thaua, Wurmbach és Zwinzen.
A környező önkormányzatok: délre Pölla, délnyugatra Zwettl, nyugatra Echsenbach, északnyugatra Schwarzenau, északra Göpfritz an der Wild, keletre Röhrenbach.

## Története
Allentsteig területét a Babenbergek adományozták a Kuenring nemzetségnek, amely a 11-12. században telepítettek ide lakosságot. A vár 1100 körül épült és az akkor még Tigiának nevezett települést 1132-ben említik először. 1212-ben Adeloldstige volt a neve és csak 1700 körül vált általánossá a mai Allentsteig elnevezés. A 13. században kiépítették az erődítéseket, a vár és a templom az északi részén kapcsolódott a városfalhoz. Városként először 1380 körül hivbatkoznak rá. Lakói elsősorban mezőgazdaságból éltek, de 1800 körül számottevővévált a kereskedelem is. 1851-ben járásbírósági székhellyé vált. 
Allentsteig várát a 14. századig a Kaja-Kamegg nemzetség birtokolta; ezután a tulajdonosok gyakran változtak. A 15. század végén a Hagen lovagi családé lett, a 16. században pedig a reformáció egyik központjává vált. Sigmund Hager Alsó-Ausztria kapitánya (Landmarschall) volt 1502-1517 között és személyesen is találkozott Luther Mártonnal Wittenbergben. 1599-ben a várat a Sonderndorfok birtokolták, akik szintén a protestáns famíliák közé tartoztak. A harmincéves háborúban a várat elfoglalták a császári csapatok, a várost pedig több alkalommal kifosztották és felgyújtották.
Az 1938-as Anschluss után a német birodalmi vezetés a lakosság egy részét kitelepítette és katonai gyakorlóterepet hozott létre. A várat 1945-ben szovjet csapatok szállták meg, 1957-ben pedig ide szállásolták el a gyakorlótér parancsnokságát. 

## Lakosság
Az allentsteigi önkormányzat területén 2019 januárjában 1808 fő élt. A lakosságszám 1910-ben érte el a csúcspontját 4301 fővel, azóta csökkenő tendenciát mutat. 2016-ban a helybeliek 97%-a volt osztrák állampolgár; a külföldiek közül 0,4% a régi (2004 előtti), 0,6% az új EU-tagállamokból érkezett. 0,3% a volt Jugoszlávia (Szlovénia és Horvátország nélkül) vagy Törökország, 1,8% egyéb országok polgára. 2001-ben a lakosok 94,5%-a római katolikusnak, 1,1% evangélikusnak, 3,2% pedig felekezeten kívülinek vallotta magát. Ugyanekkor 4 magyar élt a városban.
A lakosság számának változása:

| 2016 | 1 926 |
| 2018 | 1 835 |

## Látnivalók
- az allentsteigi várkastély
- a Szt. Ulrik-plébániatemplom
- az 1702-ben emelt Szt. Flórián-oszlop a főtéren

## Fordítás
- Ez a szócikk részben vagy egészben  az   Allentsteig című német Wikipédia-szócikk ezen változatának fordításán alapul.  Az eredeti cikk szerkesztőit annak laptörténete sorolja fel. Ez a jelzés csupán a megfogalmazás eredetét és a szerzői jogokat jelzi, nem szolgál a cikkben szereplő információk forrásmegjelöléseként.